# Filip Daems
Filip Daems (Turnhout, Bélgica, 31 de octubre de 1978) es un exfutbolista belga que jugaba de defensa y fue internacional con la selección de fútbol de Bélgica.
En mayo de 2017 anunció su retirada.

## Clubes
| Club                     | País     | Año       |
| ------------------------ | -------- | --------- |
| Lierse SK                | Bélgica  | 1998-2001 |
| Gençlerbirliği SK        | Turquía  | 2001-2005 |
| Borussia Mönchengladbach | Alemania | 2005-2015 |
| KVC Westerlo             | Bélgica  | 2015-2017 |